# Dune (відеогра)
Dune — відеогра жанру стратегії з елементами квесту, та перша, заснована на однойменному романі Френка Герберта. Гра була розроблена французькою компанією Cryo Interactive. Dune II від Westwood Studios, попри назву, не є її продовженням, а названа так тому, що Virgin Interactive замовили ігри за мотивами «Дюни» у двох компаній.
«Dune» вийшла в 1992 році на DOS і Amiga, в 1993 році вийшло перевидання на CD для DOS і Mega-CD. У перевиданні графіка використовує додаткові матеріали й фрагменти з фільму Девіда Лінча «Дюна», має покращену озвучку персонажів і анімовані відеоролики.

## Ігровий процес
Гра є поєднанням стратегії в реальному часі й квесту. Стратегія є основною частиною, але діалоги між персонажами, побічні завдання, можливість спілкування з іншими персонажами й подорожі по планеті зближують гру з квестами.
Стратегічний компонент гри вимагає дотримання балансу між накопиченням військової потужності й збором ресурсу «пряність» (спайс). Так, розвиток сильної армії може спровокувати атаку Харконненів, а недостатній видобуток спайсу для данини Імператору призведе до програшу. Однак, якщо занадто багато часу приділяти видобутку спайсу, то Харконнени можуть напасти на поселення (січі) фременів і захопити війська гравця в полон і тоді їх потрібно буде визволяти.
У районі кожної січі або фортеці існує родовище спайсу, яке можна знайти, пославши розвідку. Родовища з часом вичерпуються, але такі ділянки потім можна використовувати для військових потреб або озеленення. Спайс слугує для оплати данини Імператору і купівлі обладнання у контрабандистів. В цьому допомагає персонаж Дункан Айдахо, який відповідає за економіку.

## Сюжет
Сюжет гри в основному слідує сюжету роману. Гравець виступає в ролі Пола Атрейдеса, сина герцога Лето Атрейдеса. Імператор Шаддам IV пропонує Дому Атрейдес планету Арракіс, зайняту їхніми ворогами — Домом Харконненів, сподіваючись погубити Атрейдесів. Герцог приймає цю пропозицію, оскільки планета відома цінною речовиною, яку видобувають на ній — «пряністю», і має нагоду знищити Харконненів.

## Пізніші ігри
У 1992 році компанія Westwood Studios випустила гру-конкурента «Дюни», також для Virgin Interactive, Dune II: The Building of a Dynasty. Пізніше Westwood випустила два сиквели: «Дюна 2000» у 1998 році та «Імператор: Битва за Дюну» у 2001 році. Cryo повернулася до всесвіту Дюни у 2001 році з Dune Френка Герберта, фінансовий провал якої збанкрутував Cryo Interactive, через що майже завершена Dune Generations так і не була випущена.